# Anvar Ibraghimgadjiev
Anvar Ibraghimgadjiev (rusă Анвар Иманалиевич Ибрагимгаджиев; n. 27 septembrie 1991) este un fotbalist rus care a evoluat la echipa FC Zimbru Chișinău în Divizia Națională.